# Klemens Wenzel von Metternich
Pour les articles homonymes, voir Metternich (homonymie).
Klemens Wenzel, comte, puis second prince de Metternich-Winneburg-Beilstein (en allemand : Klemens Wenzel Nepomuk Lothar Fürst von Metternich-Winneburg zu Beilstein), né le 15 mai 1773 à Coblence et mort le 11 juin 1859 à Vienne, est un diplomate et un homme d'État autrichien.
Il consacre sa vie à maintenir en Europe la société d'Ancien Régime face aux bouleversements qu'engendre la Révolution française, et à concilier les intérêts de la position autrichienne avec la notion d'équilibre des puissances.

## Biographie

### Origine et jeunesse
Issu de la haute noblesse rhénane, membre de la maison de Metternich, Clément-Venceslas est né dans sa maison familiale à Coblence, située à l'époque dans l'électorat de Trèves, le 15 mai 1773.
Fils de Franz Georg Karl von Metternich et de son épouse Marie-Béatrice de Kageneck, il est le filleul et porte le prénom de l'archevêque-électeur Clément Wenceslas de Saxe, oncle des rois Louis XVI de France, Charles IV d'Espagne et Ferdinand IV de Naples.
Le 12 novembre 1788, il est envoyé à l'université de Strasbourg, en compagnie de son frère, pour y étudier le droit. Il y rencontre Benjamin Constant, mais aussi le futur prince André Razoumovski, le général Tolstoï, le prince Tchernychev et le prince Maximilien de Deux-Ponts, futur premier roi de Bavière.
À la suite du traité de Lunéville de 1801, son père perd sa seigneurie d'Empire de Winneburg et Beilstein au profit de la France, lorsque celle-ci l'annexe officiellement avec toute la rive gauche du Rhin. Cette perte est cependant compensée, au cours du processus de médiatisation des principautés allemandes, par l'acquisition de l'abbaye sécularisée d'Ochsenhausen et d'un titre princier en 1803.

### Un diplomate dans les guerres napoléoniennes

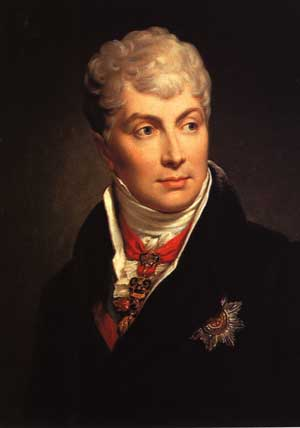
François Gérard, Le comte de Metternich (1808).

En 1803, il devient ambassadeur à Berlin. En 1806, il est nommé ambassadeur à la cour de Saint-Pétersbourg quand Napoléon demande un membre de la famille Kaunitz[pas clair]. Comme toute la noblesse européenne d'alors, il maîtrise parfaitement le français et devient ambassadeur à Paris de 1806 à 1809.
Il y devient l’amant de la duchesse d'Abrantès, épouse du général Junot (militaire favori de l'empereur), mais aussi de Caroline Bonaparte, reine consort de Naples, sœur de Napoléon. Il entretient de bonnes relations avec Talleyrand, chef de la diplomatie française.
En 1808, il adresse des rapports selon lesquels le pouvoir de l’empereur des Français chancelle, alors même qu'il prêchait peu auparavant l'alliance. L’empire d'Autriche déclare la guerre à la France et est battu à Wagram en juillet 1809. Nommé ministre des Affaires étrangères le 8 octobre 1809, Metternich doit signer l’humiliant traité de Schönbrunn. Il décide de temporiser et faire semblant d’être amical, notamment en organisant le mariage de Napoléon avec la jeune archiduchesse Marie-Louise, fille de l'empereur d'Autriche, en 1810.

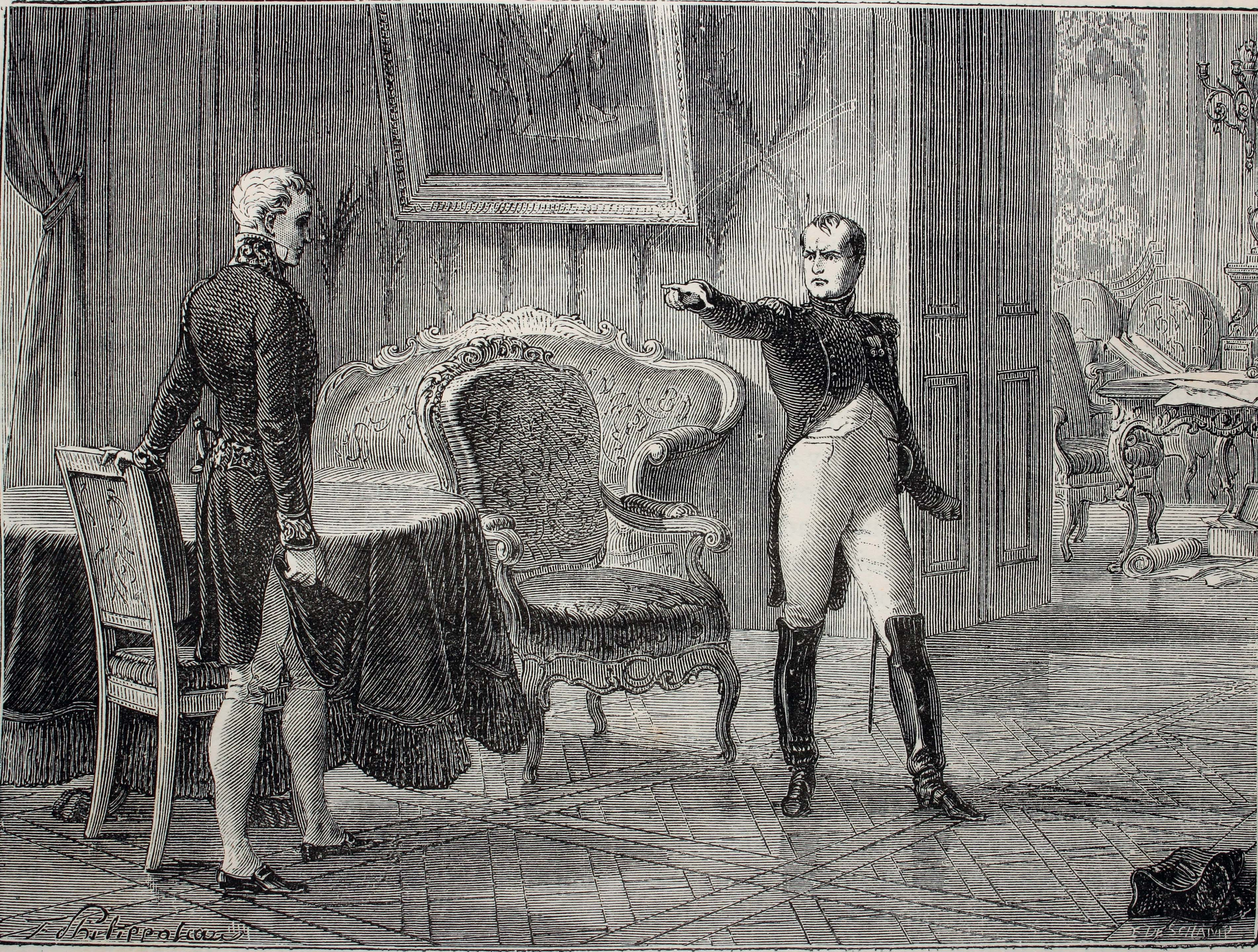
Dernière entrevue de Napoléon avec Metternich à Dresde le 26 juin 1813. Illustration de lHistoire du Consulat et de l'Empire d'Adolphe Thiers, 1879.

À la veille de la campagne d'Allemagne (1813), il se propose comme médiateur, mais Napoléon refuse la moindre concession territoriale. Pour conclure un entretien tenu à Dresde, Metternich lance avec superbe : « Vous êtes perdu, Sire ! Je m'en doutais en venant ici, maintenant je le sais ! ».
Il mène de nouvelles tentatives de médiation pendant l'armistice de Pleiswitz en août 1813, puis de nouveau avec les propositions de Francfort en novembre, mais Napoléon refuse de saisir ces opportunités.
L'Autriche joint alors 200 000 hommes à la Sixième Coalition. D’abord favorable au duc de Reichstadt — fils de Napoléon, mais surtout petit-fils de l'empereur d'Autriche — et à une régence de l'impératrice Marie-Louise, il en vient à accepter la proposition de Castlereagh, ministre des Affaires étrangères britannique, favorable à la restauration des Bourbons. Sa relation avec le tsar Alexandre Ier est mauvaise, notamment en raison de leur conception du rôle de la Pologne et de leur rivalité dans l'obtention des faveurs de la belle Wilhelmine de Sagan.
Il est l'un des principaux acteurs du congrès de Vienne et modère l'esprit de revanche des alliés contre la France, tout en se montrant soucieux de rétablir l'influence autrichienne en Italie. Talleyrand n'est guère amène à son sujet. Il le décrit pendant les négociations du congrès comme « frivole, vague, fat et faux ».

### Chancelier et gardien de la Sainte-Alliance
En 1821, Metternich devient chancelier de l'empire d'Autriche, ce qui le conforte dans son pouvoir. Il est le personnage le plus influent de la Sainte-Alliance, notamment face au tsar Alexandre Ier, puis auprès de son successeur Nicolas Ier. Metternich est alors un garant de l'ordre issu du congrès de Vienne qui assure à l'Europe une durable stabilité (qui durera jusqu'à la guerre de Crimée) après les longues guerres napoléoniennes.

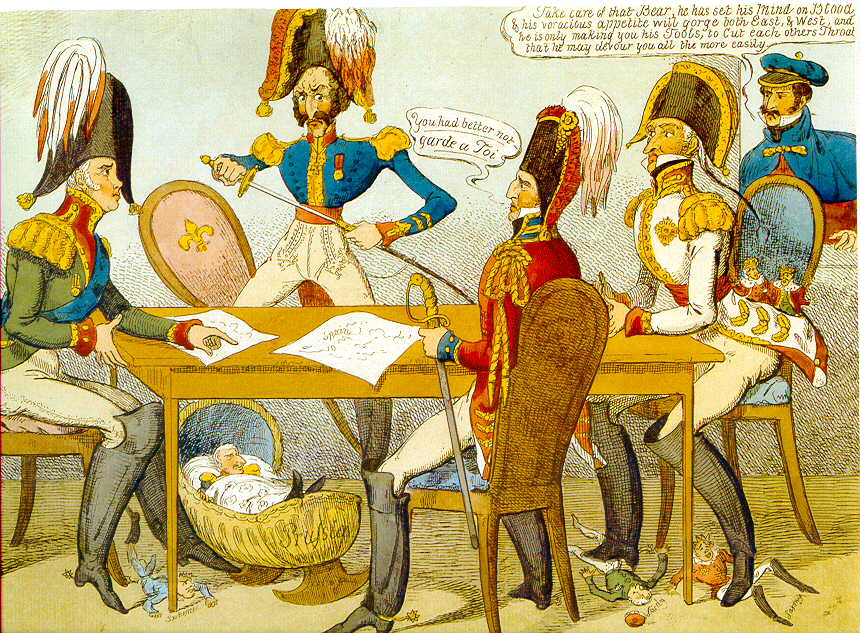
Caricature du congrès de Vérone (1822).

À l'intérieur, en Autriche, il promeut l'absolutisme. À l'extérieur, par les congrès ou par la force de la Sainte-Alliance, il impose l'ordre : les décrets de Karlsbad de 1819 sont particulièrement liberticides pour la presse de la Confédération germanique et l'Université allemande. Soucieux de conserver son pouvoir, il convainc l'empereur François Ier de conserver comme héritier son fils aîné, l'archiduc Ferdinand, pourtant notoirement incapable. Il veut ainsi damer le pion à l'archiduchesse Sophie, épouse énergique, intelligente et ambitieuse de l'archiduc François-Charles, fils cadet de l'empereur à qui était promise la couronne lors du congrès de Vienne et qui fut la raison de son mariage.
Face à la guerre d'indépendance grecque, il s'oppose tant à l'indépendance qu'à l’autonomie d'un futur État grec au sein de l’Empire ottoman, affirmant qu'avec « l’émancipation politique des Grecs, le triomphe d'une nouvelle révolution en Europe sera consommé ».
Le couple archiducal ayant eu un fils, le futur François-Joseph Ier, après six années de stérilité, Metternich fait épouser à l'archiduc héritier, bien incapable de consommer son mariage, la princesse Marie-Anne de Sardaigne. L'union reste stérile, la nouvelle archiduchesse tenant lieu d'infirmière plus que d'épouse à son mari et ne se mêlant pas de politique (elle ne parle pas l'allemand).
L'empereur François Ier meurt en 1835, et Ferdinand monte sur le trône. Metternich devient tout-puissant et reste plus que tout le « gendarme de l'Europe ». Le petit François-Joseph devenant l'héritier présomptif du trône autrichien, l'archiduchesse Sophie se rapproche du chancelier et lui confie en partie l'éducation de son fils.

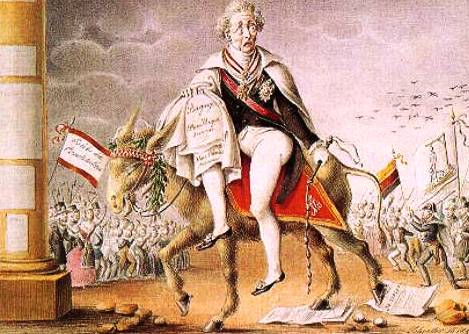
Fuite de Metternich en mars 1848 ; les insurgés brandissent les drapeaux de l'Autriche (à gauche) et des nationalistes allemands du Parlement de Francfort (à dr.). Caricature allemande anonyme.

### Chute et dernières années
L'ordre metternichien dure jusqu'en mars 1848. Des émeutes éclatent alors en Autriche. L'empereur Ferdinand Ier, réfugié en Bohême, à l'instigation de son épouse, de l'impératrice-douairière et de l'archiduchesse Sophie, abandonne Metternich, qui démissionne le 13 mars. Il doit fuir, à 75 ans, caché dans une corbeille à linge. Il s'exile  en Angleterre jusqu'en octobre 1849, date à laquelle il s'installe à Bruxelles (très brièvement à Saint-Josse-ten-Noode, ensuite à Ixelles de novembre 1849 à juin 1851). Le gouvernement lui permet de rentrer en Autriche. Il se tient à l'écart de la vie politique et meurt à Vienne, onze ans après avoir été chassé du pouvoir.

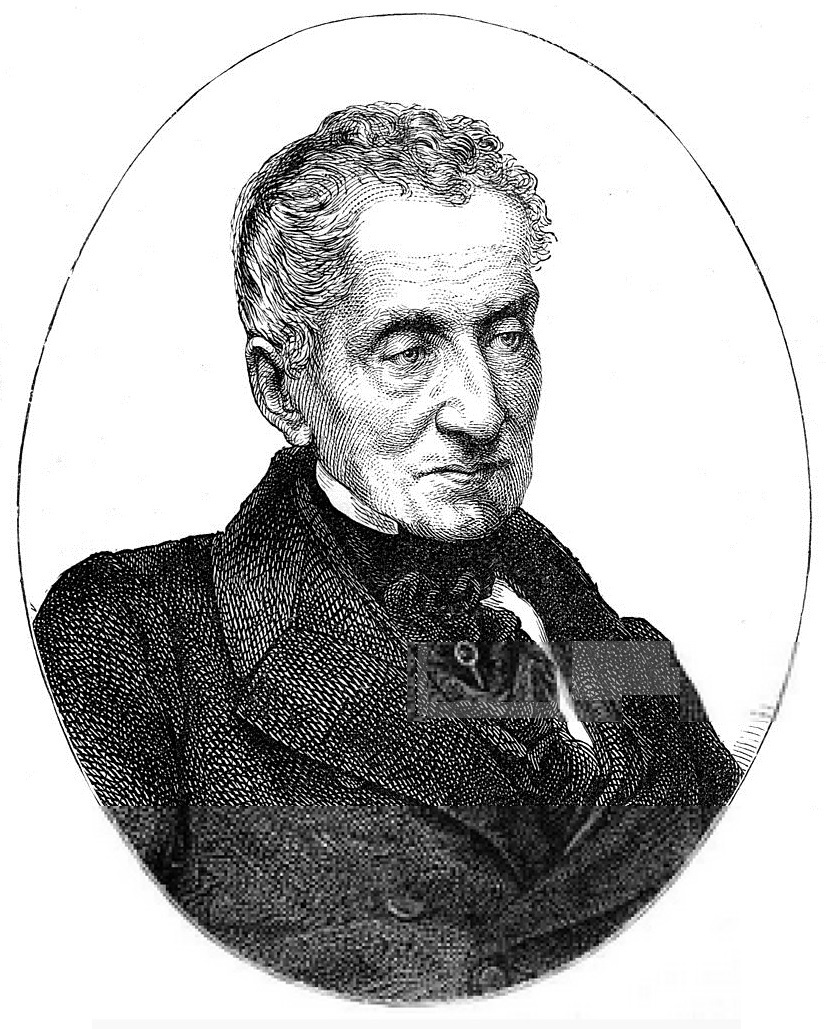
Metternich à la fin de sa vie, par Hugo Bürkner.

La mort de Metternich à 86 ans précède la division des Alliés. La politique russe en Pologne avait déjà affecté la Sainte-Alliance ; l'avènement d'un Bonaparte en France, Napoléon III, montre sa faiblesse. Toutefois, c'est surtout le principe des nationalités défendu par ce dernier qui va libérer les passions nationalistes et provoquer l'irrémédiable déclin de l'Autriche des Habsbourg-Lorraine, alors même que la Russie et la Prusse se renforcent. L'équilibre est rompu.
Metternich meurt après avoir, en vain, supplié son ancien élève l'empereur François-Joseph de ne pas déclarer la guerre au royaume de Sardaigne, prémices de l'unification italienne.

## Titres et distinctions
- Comte, puis (1818) 2e prince de Metternich-Winneburg ;
- Duc de Portella (royaume des Deux-Siciles) (1er août 1818[6]) ;
- Grand d'Espagne (1818) ;
- Chevalier de l'ordre autrichien de la Toison d'or (no 890, 1810) ;
- Chevalier de l'ordre de Saint-André ;
- Chevalier de l'ordre de Saint-Alexandre Nevski ;
- Chevalier de première classe de l'ordre de Sainte-Anne ;
- Chevalier de l'ordre de l’Éléphant ;
- Chevalier de l'ordre suprême de l'Annonciade ;
- Chevalier de l'ordre de l'Aigle noir ;
- Chevalier de l'ordre de l'Aigle rouge ;
- Chevalier de l'ordre des Séraphins ;
- Chevalier de l'ordre de Saint-Joseph de Toscane ;
- Chevalier de l'ordre de Saint-Hubert ;
- Chevalier de l'ordre de l’Aigle d’or de Wurtemberg ;
- Chevalier de l'ordre de la Fidélité ;
- Chevalier de l'ordre de Saint-Jean de Jérusalem ;
- Grand cordon de l'ordre de la Légion d'honneur ;
- Grand-croix de l'ordre royal de Saint-Etienne.

## Vie privée et descendance
Le 27 septembre 1795, il épouse à Vienne Marie-Eléonore von Kaunitz-Rietberg (1775-1825), la fille unique du prince Ernest de Kaunitz et de la princesse, née Marie-Léopoldine d'Œttingen-Spielberg, mais surtout, petite-fille du comte de Kaunitz, tout-puissant chancelier des quatre derniers souverains autrichiens. Ce mariage a lieu au château d'Austerlitz (de) où, dix ans plus tard, le 2 décembre, Napoléon remporte sa plus grande victoire. C'est un mariage de convenance (Metternich est alors épris de Marie-Constance de La Force), qui lui permet de mener une vie conforme à ses goûts aristocratiques. Les Metternich s'installent peu après dans le Palais Kaunitz (de), à Vienne, et fréquentent la Cour.
Éléonore lui donne sept enfants :
- Marie-Léopoldine (1797-1820) épouse Charles-Joseph, comte Esterhazy de Galantha ;
- François-Charles (1798-1799) ;
- Clément (*/1799) ;
- Victor (1803-1829) ;
- Clémentine (1804-1820) ;
- Léontine (1811-1861) épouse Moric, comte Sandor de Szlawnicza (1804-1878) ;
- Hermine (1815-1890).

Veuf en 1825, le prince de Metternich épouse en 1827 Marie-Antoinette de Leykam, issue de la petite noblesse, ce qui fait jaser la cour autrichienne et les cours européennes. Cependant, la jeune femme meurt prématurément peu après la naissance de leur unique enfant :
- Richard (1829-1895), épouse en 1856 sa nièce Pauline Sandor de Szlawnicza (1836-1921).

En 1831, le prince, âgé de 58 ans, épouse Mélanie de Zichy-Ferraris (1805-1854), d'où :
- Mélanie (1832-1919) épouse Joseph, comte de Zichy-Ferraris ;
- Clément (*/1833) ;
- Paul-Clément (1834-1906) épouse Mélanie de Zichy-Ferraris ;
- Marie (*/1836) ;
- Lothaire (1837-1904) épouse morganatiquement en 1868 Caroline Ritter puis Caroline de Mittrowitz de Mitrowitsky.

Le prince de Metternich a aussi des liaisons adultérines, notamment avec la duchesse d'Abrantès, Caroline Bonaparte, la duchesse Wilhelmine de Sagan et les princesses Dorothée de Lieven et Catherine Skawronskaïa-Bagration dont il eut une fille (reconnue par le mari de sa mère) Marie-Clémentine (1810-1829).
D'Élisabeth Haffenbredel (1788-1862), il a Alexandre von Hübner, qui est lui aussi un diplomate de talent au service de l'Autriche.
Roger de Metternich, baron d'Aldenbourg, naît en 1827 de la relation adultérine entre la duchesse de Castries et le fils aîné du chancelier, Victor de Metternich.
Le dernier descendant en ligne directe du chancelier est son arrière-petit-fils le prince Paul de Metternich-Winneburg, né en 1917, ancien président de la Fédération internationale de l'automobile (FIA) et propriétaire du château et du vignoble de Johannisberg, mort en 1992. Le prince Paul est marié (en 1941) à la princesse Tatiana de Metternich, née Vassiltchikov (1915-2006).

## Citations
- « Le plus grand don de n'importe quel homme d'État n'est pas de savoir quelles concessions faire, mais de reconnaître quand les faire »[9].
- « En Autriche, l'homme commence au baron. »
- « Le mot « liberté » ne signifie pas pour moi un point de départ, mais un vrai point d'arrivée. Le point de départ est défini par le mot « ordre ». La liberté ne peut exister sans le concept d'ordre »[9].
- « L'alliance de l'Angleterre et de la France est une alliance utile. Mais qu'on y prenne garde, l'alliance de l'homme et du cheval est aussi une alliance utile. Tant pis pour celle des deux puissances qui sera le cheval. »
- « L'Italie est une expression géographique. »

## Postérité
Un autre grand diplomate, Henry Kissinger, lui voue une grande admiration et vante en lui l'architecte d'un subtil équilibre entre puissances qui a permis une paix durable après Waterloo.